# ستيفيا
ستيفيا (/ˈstiːviə, ˈstɛviə/) هو مُحلي وبديل للسكر، يتواجد بالبرازيل وباراغواي.
يختلف الوضع القانوني لستيفيا كمضاف غذائي أو مكمل غذائي من بلد إلى آخر. في الولايات المتحدة، تم الاعتراف بمستخلصات ستيفيا جليكوسيد عالية النقاء بشكل عام على أنها آمنة (GRAS) منذ عام 2008، ويُسمح بها في المنتجات الغذائية، لكن أوراق ستيفيا والمستخلصات الخام لم تحصل على الموافقة لاستخدامها في الطعام سواء من قبل GRAS أو إدارة الغذاء والدواء. سنة 2011، وافق الاتحاد الأوروبي على مضافات ستيفيا، بينما في اليابان، تم استخدام ستيفيا على نطاق واسع كمُحلٍّ لعقود.